# Хлопець з фірми «Кока-Кола»
Хлопець з фірми «Кока-Кола» (англ. The Coca-Cola Kid) — австралійська комедія 1985 року.

## Сюжет
Беккер представник компанії «Кока-Кола», справжній американець, який пишається компанією, приїжджає в Австралію, щоб просувати там цей чудовий продукт. Він відразу ж виявляє район, не охоплений продажами напою, і відправляється туди особисто. Там він знаходить старого, що виробляє прохолодні напої на фабриці з власної сировини. Беккер намагається перетягнути впертого старця на свою сторону, а також заводить роман з його дочкою.

## У ролях
| Актор          | Роль                |
| -------------- | ------------------- |
| Ерік Робертс   | Беккер              |
| Грета Скаккі   | Террі               |
| Білл Керр      | T. Джордж Макдауелл |
| Кріс Хейвуд    | Кім                 |
| Кріс МакКвейд  | Джуліана            |
| Макс Гілліс    | Френк Гантер        |
| Тоні Беррі     | Бушман              |
| Пол Чабб       | Фред                |
| Девід Слінгсбі | офіціант            |
| Тім Фінн       | Філіп               |